# Uch Qahramon
 Uch Qahramon es una película uzbeka filmada por Shahrukh Rasulov en cooperación con el Departamento de Seguridad Pública del Ministerio del Interior de Uzbekistán y la Agencia de Cinematografía de Uzbekistán.

## Trama
Tres detectives luchan contra una gran banda criminal. Revela los secretos de las bandas criminales más grandes de Tashkent. La película habla de las dificultades de los agentes de asuntos internos.

## Elenco
- Ulugʻbek Qodirov
- Shaxrux Xamdamov
- Taukel Musilim
- Muxammad Ali Maxmadov
- Sirojiddin Sattarov
- Uchqun Tillayev

## Producción

### Desarrollo
La película fue anunciada en enero de 2022 con un póster en movimiento de Uzbekfilm. La fotografía principal comenzó en marzo de 2022 en Tashkent y finalizó en diciembre de 2022.

### Fundición
La película fue publicada en los medios de comunicación de Uzbekistán. A principios de 2021, invitaron a ver una película a Ulugʻbek Qodirov, que vive en Estados Unidos. Además, en la película aparecerán Shoxrux Xamdamov y el actor kazajo Taukel Musilim. 
El rodaje principal de la película comenzó en 2022 y se rodó principalmente en Tashkent y la región de Tashkent. El rodaje de la película finalizó en 2023.

## Creación
Según la orden de la Agencia Cinematográfica de Uzbekistán, los trabajos de organización de la película "Tres héroes" comenzarán en el año 2021. 
El rodaje de la película estuvo a cargo de la compañía cinematográfica "Spectre Studio". En la película participaron como actores las figuras culturales más famosas de Uzbekistán y Kazajstán. 
El equipo de cineastas recibió el asesoramiento de especialistas del Ministerio del Interior de Uzbekistán. Garantizaron la seguridad en tierra, agua y aire utilizando equipos especiales. 
Al mismo tiempo, en la ciudad de Tashkent, los residentes locales estaban un poco confundidos durante el proceso de filmación. Debido a esto, muchos autobuses, automóviles y semáforos se encendieron, algunos de ellos en estado de emergencia. El Ministerio del Interior y el Estudio Cinematográfico informaron a los medios de comunicación que este incidente fue llevado a cabo por el Estudio Cinematográfico. 

## Postproducción de sonido
Sound director Aleksey Izvolskiy. Sound design Aleksey Izvolskiy. Complejo de postproducción de sonido CineLab. Dolby Digital 5.1

### Música
La música de la película "Uch Qahramon" fue escrita por Aleksey Izvolskiy.